# Shawn Drover
Shawn Drover (1966.  május 5., Montréal, Quebec, Kanada) egy kanadai heavy metal dobos, aki az Eidolon és a Megadeth együttesek tagjaként vált ismertté. Bátyja Glen Drover gitáros, akivel mindkét zenekarban játszottak együtt.

## Diszkográfia

### Eidolon
- Sacred Shrine (1993)
- Zero Hour (1996)
- Seven Spirits (1997)
- Nightmare World (2000)
- Hallowed Apparition (2001)
- Coma Nation (2002)
- Apostles Of Defiance (2003)
- The Parallel Otherworld (2006)

### Megadeth
Stúdióalbumok
- United Abominations (2007)
- Endgame (2009)
- Th1rt3en (2011)
- Super Collider (2013)

Koncertalbumok
- That One Night: Live in Buenos Aires (2007)
- Rust in Peace Live (2010)
- The Big 4 – Live from Sofia, Bulgaria (2010)
- Countdown to Extinction: Live (2013)